# Greenland (Nuevo Hampshire)
Greenland es un pueblo ubicado en el condado de Rockingham en el estado estadounidense de Nuevo Hampshire. En el Censo de 2010 tenía una población de 3.549 habitantes y una densidad poblacional de 103,08 personas por km².

## Geografía
Greenland se encuentra ubicado en las coordenadas 43°2′23″N 70°50′44″O / 43.03972, -70.84556. Según la Oficina del Censo de los Estados Unidos, Greenland tiene una superficie total de 34.43 km², de la cual 26.99 km² corresponden a tierra firme y (21.61%) 7.44 km² es agua.

## Demografía
Según el censo de 2010, había 3.549 personas residiendo en Greenland. La densidad de población era de 103,08 hab./km². De los 3.549 habitantes, Greenland estaba compuesto por el 95.89% blancos, el 0.62% eran afroamericanos, el 0.08% eran amerindios, el 1.78% eran asiáticos, el 0.08% eran isleños del Pacífico, el 0.28% eran de otras razas y el 1.27% pertenecían a dos o más razas. Del total de la población el 0.87% eran hispanos o latinos de cualquier raza.